# Довгоп'ятові
Довгоп'ятові (Tarsiidae) — родина (біологія) довгоп'ятових.

## Опис
Це дрібні тварини з довжиною голови і тіла між 85 і 160 мм, довжина хвоста між 135 і 275 мм і вага до 165 грамів.
Тіло струнке, з великою круглою головою, хвіст набагато більший, ніж тіло і без волосся за винятком пучка на кінці. Хутро шовковисте, спинна частина варіюватися від жовто-коричневої до сіро-коричневої або темно-коричневої, в той час як черевна сірувато або жовтувата. Величезні очі найбільш разюча риса членів родини, іноді досягає діаметра 1,6 см, але, незважаючи на їх головним чином нічні звички, сітківка позбавлена тапетума. Морда невелика, оснащена носом покритим волосками по краю ніздрів, шия коротка, вуха перетинчасті та безволосі. Передні ноги короткі. Самиці мають 2-3 пари молочних залоз.

### Спосіб життя
Це невеликі примати ведуть деревний і нічний спосіб життя, вони, як правило, переходять з однієї гілки на іншу довгими стрибками, спираючись на довгі задні ноги. Вони в основному комахоїдні, але при необхідності вони також харчуються дрібними хребетними, яйцями змій і птахів.

### Середовище проживання
Carlito живуть на Філіппінах, Tarsius на Сулавесі та прилеглих островах, Cephalopachus на Борнео і Суматра.